# 安卡拉列车相撞事故
安卡拉列车相撞事故（Ankara train collision）发生于2018年12月13日，当时一列高速铁路列车和一辆排障机车在土耳其安卡拉省的Yenimahalle附近相撞。客车有三节车厢在碰撞中脱轨。3名铁路工程师和5名乘客当场身亡，84人受伤；一名乘客送抵医院后死亡。34名乘客，包括情况危殆的两人，在多家医院接受治疗。

## 事故发生经过
一列从安卡拉开往科尼亚的高速列车（Yüksek Hızlı Tren）于当地时间2018年12月13日06:30（协调世界时03:30）自安卡拉高速车站出发，车上载有206名乘客。大约4分钟后，当高速列车以每小时80-90公里的速度驶向科尼亚时，在安卡拉省Marşandiz站附近与一辆执行轨道检查任务后返回途中的排障机车迎头相撞。高速列车的三节车厢脱轨，一座横跨轨道的人行天桥塌落在两节车厢上。总计8人包括3名铁路工程师当场身亡。遇难者中有一名德国公民。初始报告为48名的伤者人数已经更新为84人。受伤的乘客中有三人伤势严重，被紧急送往安卡拉的几家医院。一名受伤乘客后来在医院去世。截至12月13日，仍有34人在医院接受治疗。
公布的照片显示，涉事的是土耳其国家铁路E68000型电力机车68041号和HT80000型高速电力动车组。

## 后续救援
事故发生后，40多辆救护车、20多辆消防车、警察、国家医疗救援队（UMKE）、消防和救援队伍赶到了事故现场。
当地时间16:00左右，在事故现场周围设置重型起重机后，残骸清理工作开始。为铁路恢复正常运行，消防队员和铁路工人不顾大雪，在夜间继续进行切割和搬运工作。
安卡拉首席检察官展开调查以查明事故原因，并指派其助手和另外3名检察官负责此案。3名铁路工人因涉嫌玩忽职守而被拘留。列车和车站的行车数据记录，以及在岗职员关于行车方向的无线电通信记录，被作为证据扣留待进一步技术检查。事发时的闭路电视片段则被公开。
当时排障机车看起来行驶于其获分配的正确轨道上。但高速列车则错误地被导向同一轨道引致了迎头相撞。